# Louis Bombled
Pour les articles homonymes, voir Bombled.
Louis Bombled, de son nom complet Louis Charles Bombled de Richemont, né le 6 juillet 1862 à Chantilly, mort le 9 octobre 1927 à Pierrefonds, est un peintre, dessinateur et illustrateur français.

## Biographie
Louis Bombled est le fils du peintre et lithographe néerlandais Karel Frederik Bombled (nl) (1822-1902) dit Charles Bombled, habitant Chantilly, et qui exposa au Salon de 1863 à 1880. 
Louis fut l'élève de son père et d'Évariste-Vital Luminais. Il expose au Salon des artistes français à partir de 1885 des portraits peints. Il se spécialise en aquarelle.
Illustrateur très productif, il a travaillé pour les journaux L'Illustration, Le Monde illustré, Le Petit Journal La Caricature, Le Chat noir, le Journal des voyages, et fut également l'illustrateur des œuvres de Georges Courteline, Jules Michelet, Walter Scott, Fenimore Cooper, entre autres. Les éditions Rouff lui commandèrent beaucoup d'illustrations.
Il s'est rendu particulièrement populaire pour ses nombreuses illustrations militaires : Le Maréchal Foch, Troupe de cavalerie, Les Méharistes et de l'épopée napoléonienne et de la guerre de 1870. 
Il avait fait pour le Petit Théâtre d'Ombres[Où ?] une série de tableaux sur La Conquête de l'Algérie.
Il possédait un atelier parisien au no 15 rue Cauchois.

## Œuvre

### Affiches
- La Guerre de demain par le capitaine Danrit - Fayard, 1889.
- La Guerre à Madagascar - Garnier Frères, 1895.
- Le Radical publie Les misérables par Victor Hugo, 1897.
- Journal des voyages, 1900.
- Machine à coudre Hurtu, Impr. Revon, [1900].
- Le Gramophone, la meilleure des machines parlantes[6], Impr. Chaix, 1902.
- Chemin de fer de l'Ouest. Cherbourg, Affiches trichromes L. Geisler, 1901.
- Rocambole par Ponson du Terrail - Rouff, 1908.
- Clément Paris Cycles et automobiles, s.d.

### Illustrations d'ouvrages
- Jules Moinaux, Le Bureau du commissaire, préface par Alexandre Dumas fils, 150 dessins, Paris, J. Lévy 1886.
- Georges Bastard, Paris qui roule, avec des dessins de Tiret-Bognet et des ombres chinoises de Louis Bombled, Paris, G. Chamerot, 1889.
- L'Armée de la Loire, relation anecdotique de la campagne de 1870-71, Paris, Garnier frères, 1893.
- Emmanuel de Las Cases, Le Mémorial de Sainte-Hélène, illustré de 240 dessins en couleurs, 2 volumes, Garnier Frères, 1895.
- Henri Galli, La Guerre à Madagascar. Histoire anecdotique des expéditions françaises de 1885-1895, vol. 1, Garnier Frères, 1896.
- Jules Michelet, L'Histoire de France, Paris, Éditions Jules Rouff & Cie, [1900].
- Ponson du Terrail, Rocambole, illustré avec Paul Adolphe Kauffmann, 2 vol., Paris, Éditions Rouff, 1908-1910.
- Paul d'Ivoi, Les voleurs de foudre, coll. « Voyages excentriques », Paris, Boivin, 1912.
- Jules Chancel, Lulu au Maroc, illustrations, Librairie Charles Delagrave, 1913.
- James Fenimore Cooper, Les Pionniers, coll. « Voyages excentriques », Boivin & Cie Editeurs, 1927.
- James Fenimore Cooper, Le tueur de daims, Boivin & Cie Editeurs, vers 1890.

## Galerie

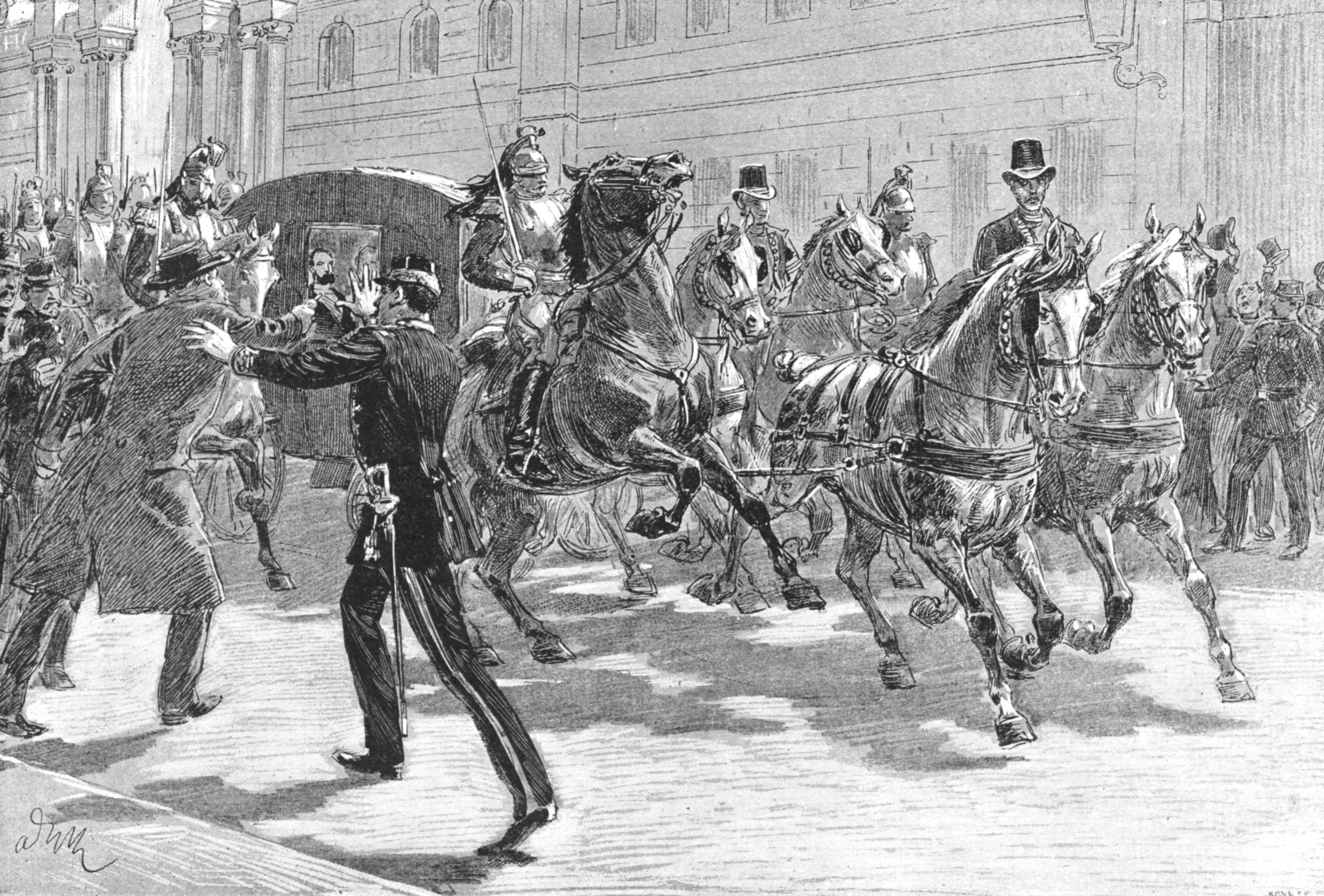
Attentat contre Carnot (Le Monde illustré du 11 mai 1889).
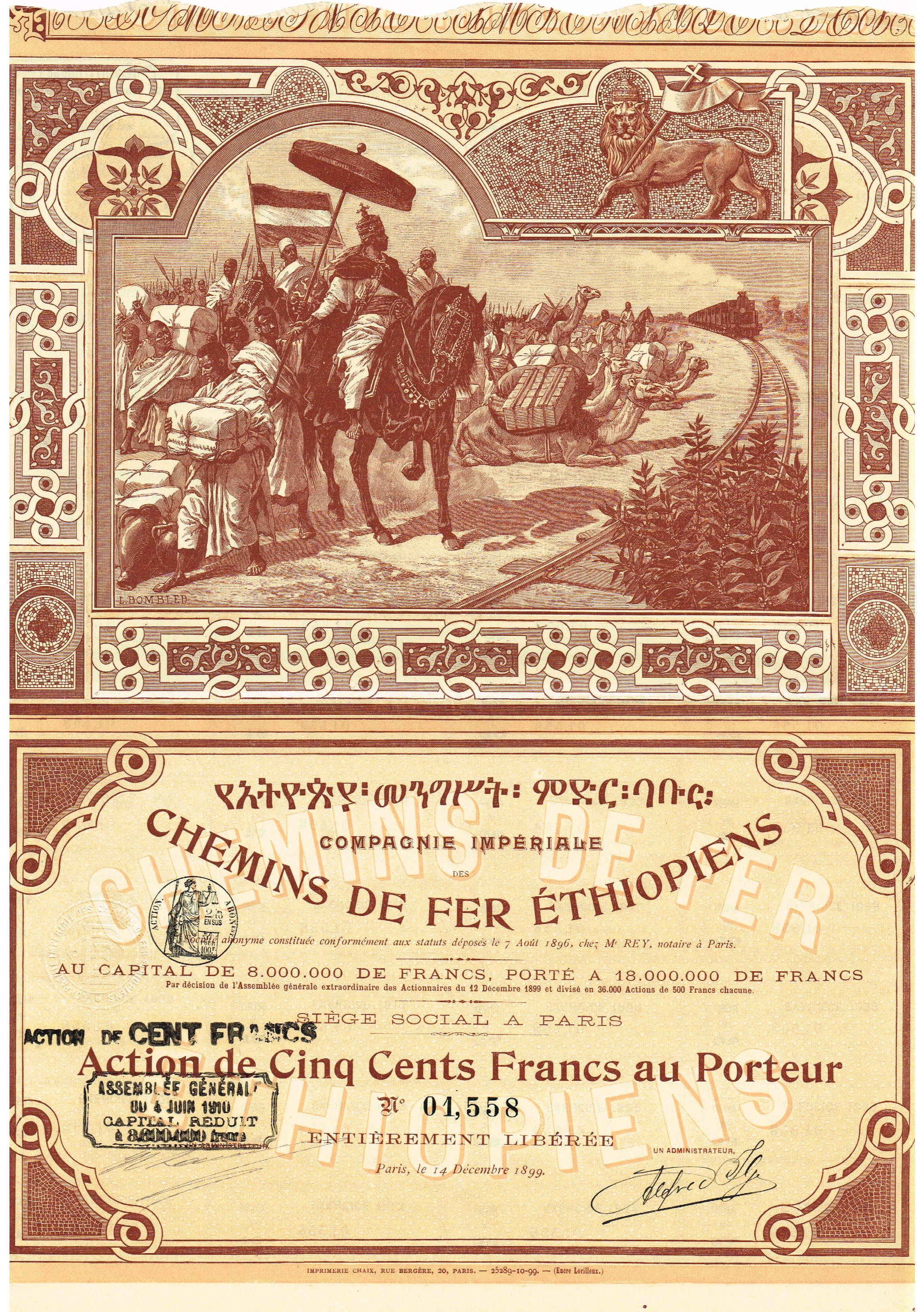
Illustration pour l'action de la Compagnie impériale des chemins de fer éthiopiens, datée 14 décembre 1899.
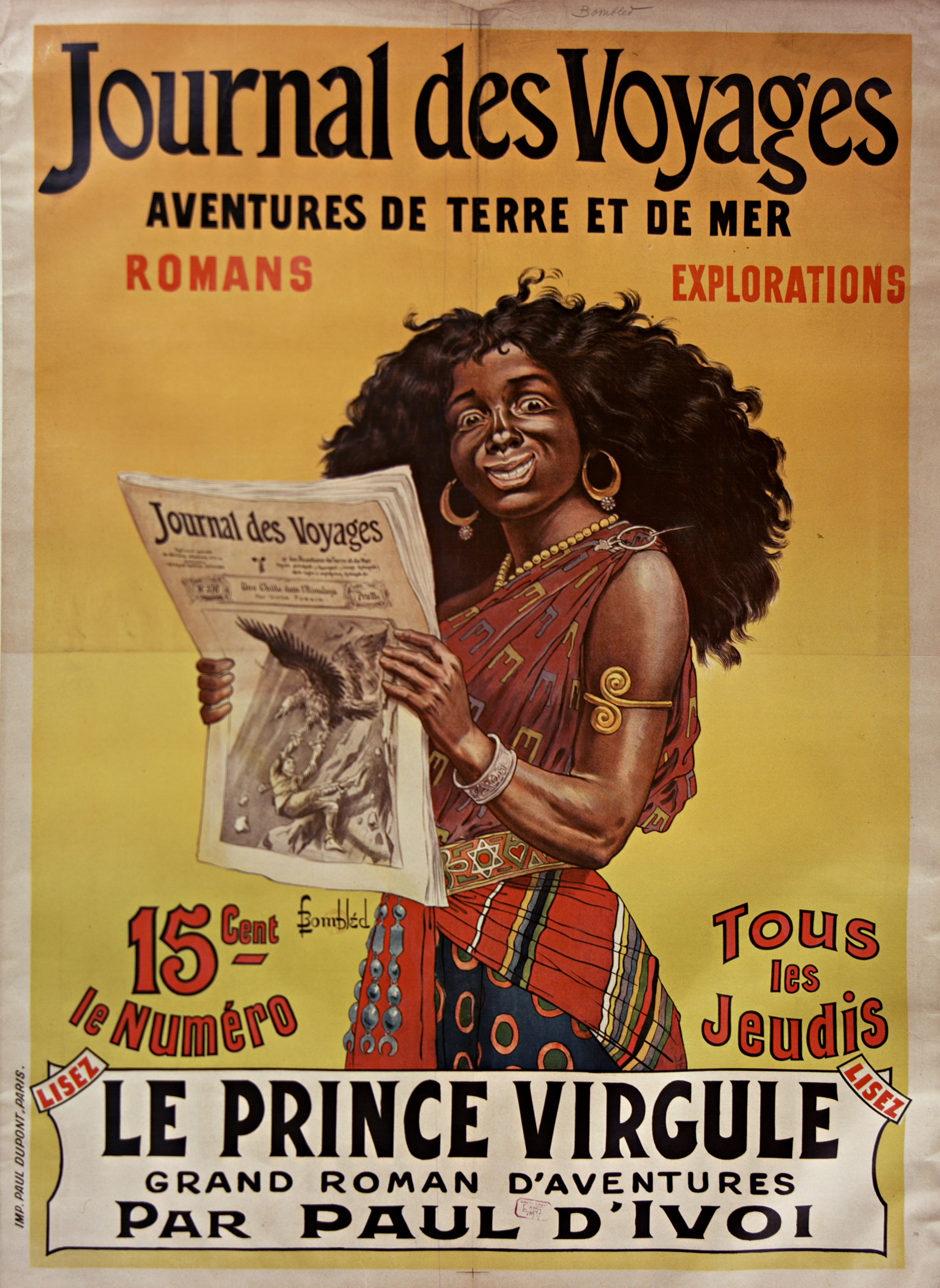
Affiche pour le Journal des voyages (1900)
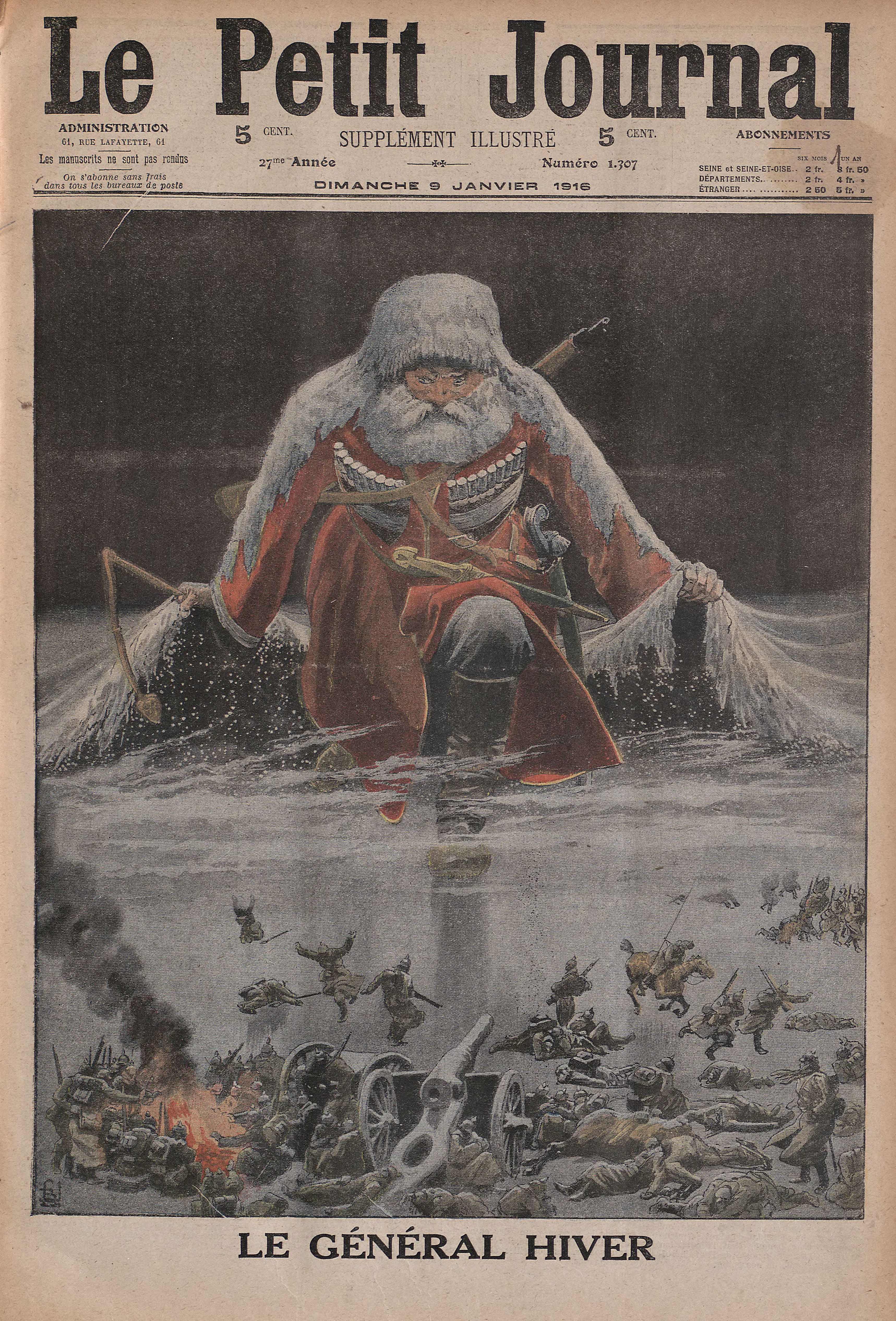
« Le Général Hiver », une pour Le Petit Journal, du 9 janvier 1916.

## Salons
- Salon des artistes français
  - 1887 : Bélissaire ; Portrait de Maître Rousseau

## Conservation
- Musée de Leicester[7]